# Mutation monétaire
Pour les articles homonymes, voir Mutation.
La mutation est une technique fiduciaire qui joue sur le titre de métal précieux dans une monnaie pour en tirer bénéfice. Le mécanisme est le suivant. L'État augmente le tarif d'achat du métal ce qui en attire dans les ateliers monétaires, il frappe ensuite de la monnaie en alliage en baissant le titre de métal précieux ce qui permet d'augmenter les quantités frappées et d'augmenter le taux de seigneuriage. Ces pratiques entraînent des dévaluations.
Aux XIIIe et XIVe siècles, entre les règnes de Philippe le Bel et Jean le Bon, les rois de France qui ont du mal à faire accepter des augmentations d'impôts recourent régulièrement à cette technique pour renflouer les caisses de l'État. Les dévaluations qu'elles entraînent sont très impopulaires et conduisent à de forts mouvements de contestations qui aboutissent à la grande ordonnance de 1357 puis à l'ordonnance cabochienne de 1413 qui visent à instaurer une monarchie contrôlée. Charles V puis Charles VII parviennent à restaurer l'autorité royale en faisant accepter aux États généraux la permanence de l'impôt pour financer une armée permanente contre l'instauration d'une monnaie stable (le franc est créé le 5 décembre 1360).